# Campionat del Món de motociclisme de 1992
La temporada de 1992 del Campionat del món de motociclisme fou la 44a edició d'aquest campionat, organitzat per la FIM. Aquella temporada, el calendari de curses es va escurçar a només tretze en eliminar-se'n els Grans Premis dels Estats Units, Txecoslovàquia, Iugoslàvia i Àustria. D'altra banda, es va afegir el Gran Premi de Sud-àfrica i el Gran Premi d'Europa va continuar un any més, aquest cop al Circuit de Catalunya, que va gaudir així del seu primer Gran Premi de motociclisme.
Durant el 1992, Wayne Rainey va crear l'Associació Internacional de Pilots de Motociclisme (International Motorcycle Racers' Association, IMRA) per tal de pressionar els organitzadors de curses i obtenir millores de seguretat. A banda, l'associació d'equips (International Road Racing Teams Association, IRTA) va passar a tenir un paper fonamental i la FIM va haver de cedir davant les amenaces de crear un campionat paral·lel. L'empresa Dorna en gestionaria els drets televisius. Michelin va tornar de la seva semi-retirada i va subministrar pneumàtics als equips Honda, Suzuki i Yamaha.
A finals d'any, diversos dels grans noms de la dècada del 1980 es van retirar: Eddie Lawson, Wayne Gardner i Randy Mamola van abandonar les curses de motociclisme per diferents motius. També ho va fer l'antic campió de 250cc Carlos Lavado.

## Resum de la temporada
Als 500cc, Wayne Rainey va guanyar el seu tercer títol consecutiu amb l'equip Marlboro Yamaha de Kenny Roberts, però va ser àmpliament superat per un dominant Michael Doohan amb la seva Rothmans Honda, al qual només una lesió li va impedir de guanyar el que hauria estat el seu primer títol mundial. Luca Cadalora va revalidar el títol de 250cc i Alessandro Gramigni va guanyar el de 125cc i va donar a Aprilia el primer títol de la seva història.

### 500cc
Michael Doohan va guanyar les quatre primeres rondes de la temporada; a la primera quasi no es va arribar a classificar a causa de les condicions complicades del circuit de Suzuka, però va acabar guanyant la cursa quan Wayne Rainey va caure sota la pluja. Rainey va acabar darrere de Doohan en segona posició a les tres curses següents, encara no completament en forma a causa d'una fractura de fèmur que havia patit al final de la temporada de 1991. Daryl Beattie va ser tercer al seu país, Austràlia, substituint Wayne Gardner, que es va lesionar en una caiguda a la primera ronda. També hi va haver podis per a Àlex Crivillé (Honda) a la tercera ronda i Niall Mackenzie (Team France Yamaha) a la quarta després que Crivillé perdés la tercera posició a Jerez.
A la cinquena ronda, Mugello, s'hi va poder veure una de les úniques curses de la temporada on els tres millors pilots de l'època, Rainey, Doohan i Kevin Schwantz, estaven en plena forma i amb possibilitats de guanyar. Schwantz s'havia perdut la tercera ronda a causa d'una lesió, però va poder aconseguir la victòria a Mugello amb la seva Lucky Strike Suzuki, ja que Rainey va caure mentre lluitava pel liderat. Rainey, però, va guanyar la seva primera cursa de la temporada al circuit de Catalunya, la sisena ronda, superant el líder Doohan a dues voltes del final. A la setena ronda de la temporada, Doohan va tornar a guanyar i Rainey es va haver de retirar en no poder continuar després de pilotar amb dolor a causa d'una forta caiguda als entrenaments.

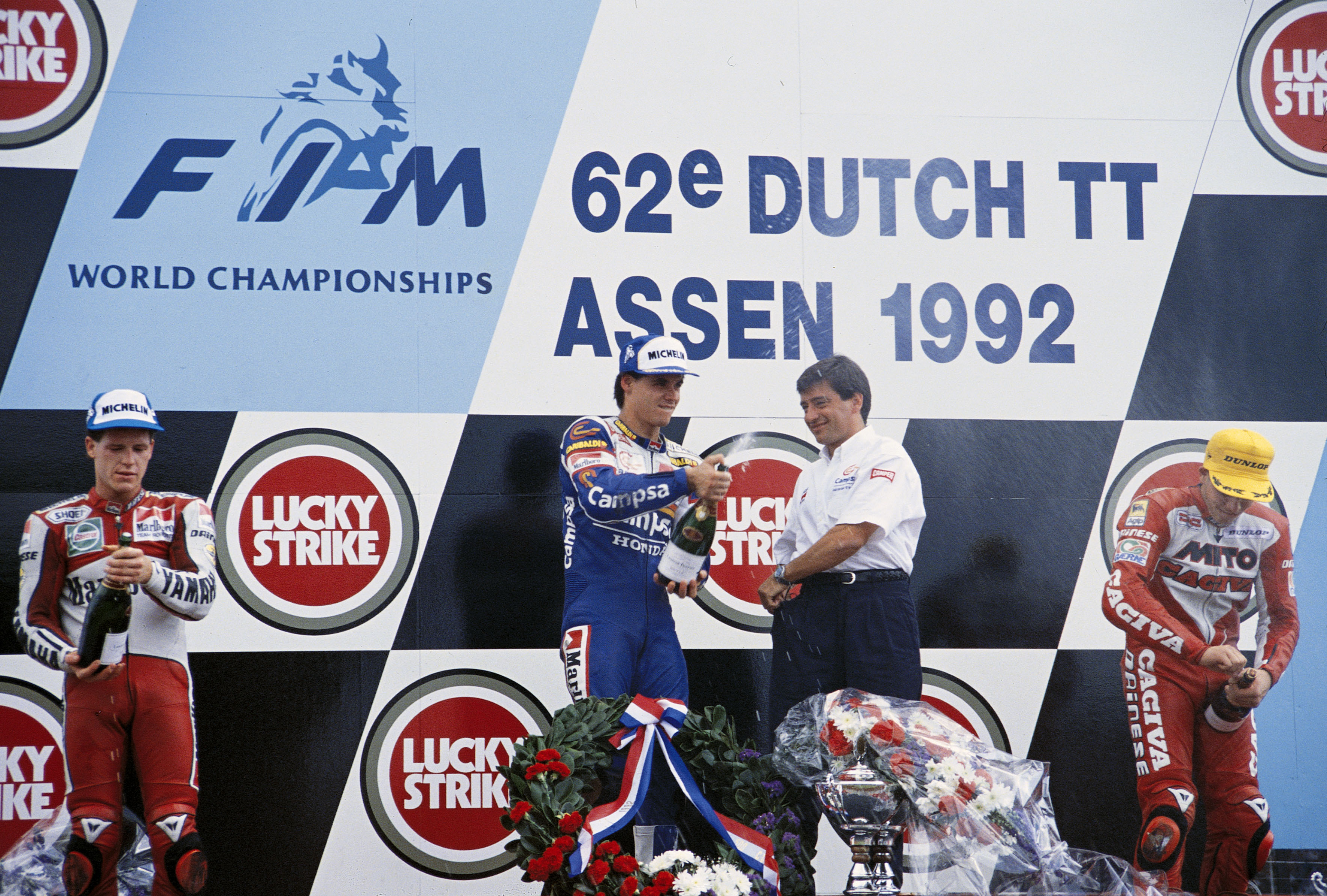
Àlex Crivillé amb el seu director d'equip, Sito Pons, al podi d'Assen, on aconseguí la primera victòria de la seva carrera i la d'un català als 500cc

La vuitena ronda, a Assen, va resultar crucial per a la lluita pel títol. Rainey va abandonar el circuit durant els entrenaments, sense poder pilotar còmodament, i va pràcticament regalar el campionat a Doohan. Tanmateix, Doohan va patir una caiguda durant els entrenaments en què es va fer una doble fractura a la cama dreta, cosa que el descartava per a les cinc curses següents. Gardner també es va lesionar durant els entrenaments, deixant l'equip Rothmans Honda sense pilot per a la cursa. Schwantz era, per tant, el favorit per a la cursa, però el quatre vegades campió del món i veterà de Cagiva, Eddie Lawson, li va plantar cara. Lawson va causar una col·lisió que els va treure tots dos de la pista i arran de la qual Schwantz es va fracturar el braç. Aquesta complicada sèrie d'esdeveniments va deixar un grup de pilots poc habitual buscant la victòria i finalment va ser Crivillé qui la va aconseguir (aquella fou la primera de la seva carrera).

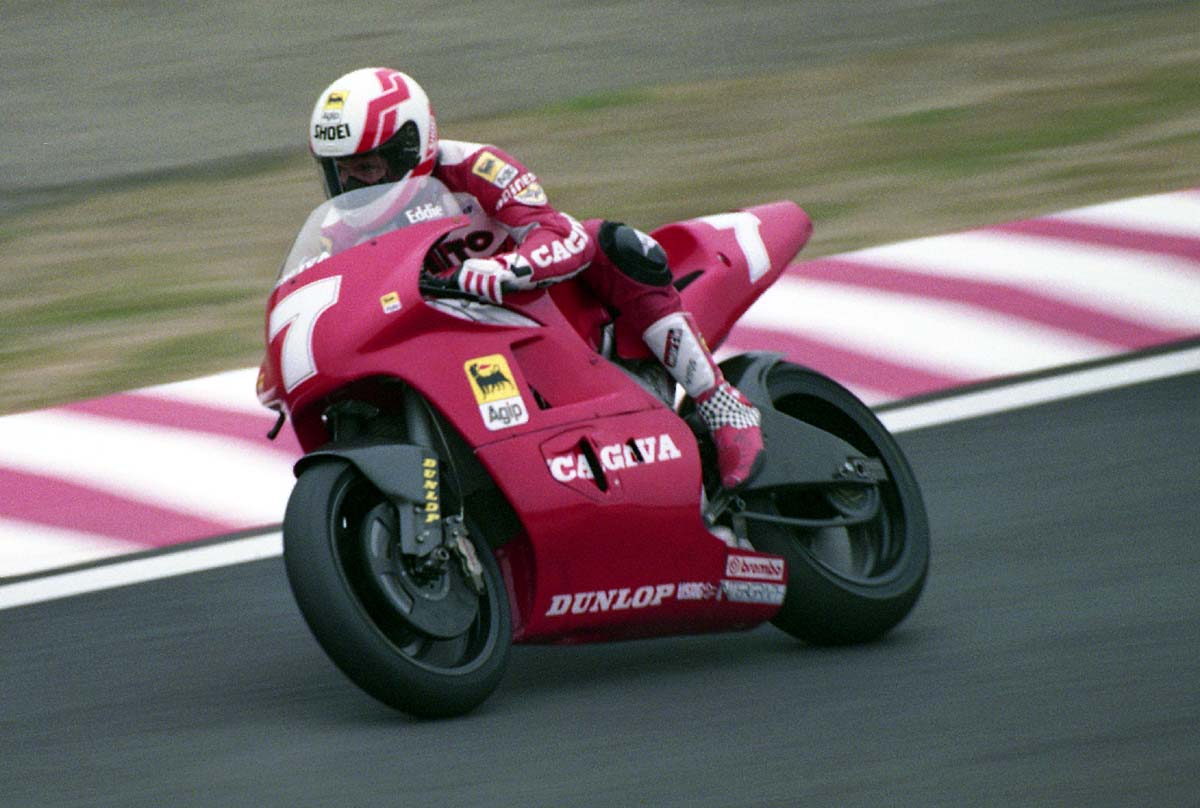
Eddie Lawson amb la Cagiva al GP del Japó. Lawson aconseguí la primera victòria de Cagiva als 500cc (i la darrera de la seva carrera) a Hungaroring

Rainey va tornar a la següent ronda, Hungaroring, però les condicions meteorològiques canviants van permetre a Lawson d'aconseguir la primera victòria de Cagiva en 500cc (i l'última de Lawson en la seva carrera). Rainey va tornar a guanyar a França, la desena ronda, però Gardner va aconseguir una victòria a la ronda britànica, on Rainey fou segon . Una taca d'oli al primer revolt va sorprendre diversos pilots, incloent-hi el ràpid Schwantz i el seu company d'equip Doug Chandler.
La penúltima ronda de la temporada va ser la del retorn de Doohan, tot i que encara no estava del tot en forma. Rainey va guanyar la cursa i tot i que Doohan va estar entre els deu primers a estones, no va poder mantenir el ritme i va acabar dotzè. A la ronda final, Rainey necessitava un marge de dos punts per a guanyar el campionat del món, i tot i que Doohan va fer un gran esforç per acabar sisè, el tercer lloc de Rainey va ser prou per a assegurar-li el seu tercer i últim títol mundial. John Kocinski, el company d'equip de Rainey, va aconseguir la seva única victòria de la temporada en la seva última cursa amb l'equip Marlboro Roberts Yamaha, cosa que el va situar en tercer lloc a la classificació final del campionat, per davant de Schwantz. Chandler va impressionar en la seva primera temporada al campionat acabant cinquè, mentre que les bones actuacions de Gardner mentre estava en forma el van situar en sisè lloc. Joan Garriga va ser setè amb una Yamaha i Crivillé va impressionar també en el seu debut als 500cc amb el vuitè lloc final, per davant de Lawson, que va ser novè per davant de Randy Mamola.

#### Novetats tècniques
Els pilots de fàbrica d'Honda van estrenar el motor "big bang", amb la NSR500, on l'ordre d'encesa dels cilindres feia que la potència sortís en pulsacions regulars. Això beneficiava la tracció, permetent que els pneumàtics s'adherissin entre pulsacions en comptes de girar gràcies al pic de potència màxima del motor de dos temps. Yamaha va presentar la seva pròpia versió d'aquest sistema per a la novena ronda i Suzuki la va tenir disponible a mitjans de temporada, tot i que Schwantz no la va fer servir inicialment. El concepte "big bang" encara es fa servir a les motos de MotoGP actuals de quatre temps.

### 250cc
Luca Cadalora va aconseguir el seu segon títol de 250cc per un marge molt més gran que l'any abans. Va guanyar cinc de les sis primeres curses amb la Rothmans Honda, acumulant un avantatge de punts tan gran que es pogué permetre ser més conservador a la segona meitat de la temporada. Els seus compatriotes Loris Reggiani i Pierfrancesco Chili van ser els rivals més durs durant el campionat. Reggiani va guanyar dues curses amb l'Aprilia de fàbrica, mentre que Chili va fer diverses actuacions sòlides i guanyà tres curses, però no va aconseguir acabar en diverses ocasions. A la quarta ronda, Jerez, Chili pensava que havia aconseguit un podi i després es va adonar que havia frenat prematurament i que, de fet, havia reduït el ritme a l'última volta. Helmut Bradl va protagonitzar una temporada decebedora després d'haver-li disputat el títol a Cadalora l'any anterior; amb l'HB Honda, l'alemany  no va aconseguir guanyar cap cursa i sovint corria sense ritme, de manera que va tornar a la cinquena posició final del campionat.
Aquell 1992 van aparèixer diverses futures estrelles de la categoria dels 250cc, especialment Max Biaggi, company d'equip de Chili, que va obtenir diverses poles i va guanyar la ronda final tot just l'any del seu debut, a més de causar cada cop més bona impressió a mesura que avançava la temporada. Loris Capirossi va pujar aquell any als 250cc provinent dels 125cc; tot i que no va tenir un bon començament de temporada, ja que inicialment no li van cedir una Honda de fàbrica completa, un cop n'hi van proporcionar una de molt més propera a la de Cadalora va demostrar que tenia la velocitat per ser un bon aspirant. De la mateixa manera, el rendiment de Doriano Romboni va millorar en les últimes curses quan la seva HB Honda va ser actualitzada. L'excampió del món de 250cc, Carlos Lavado, es va retirar al final de la temporada després d'haver tingut un any molt discret, assolint posicions de punts poques vegades.

### 125cc

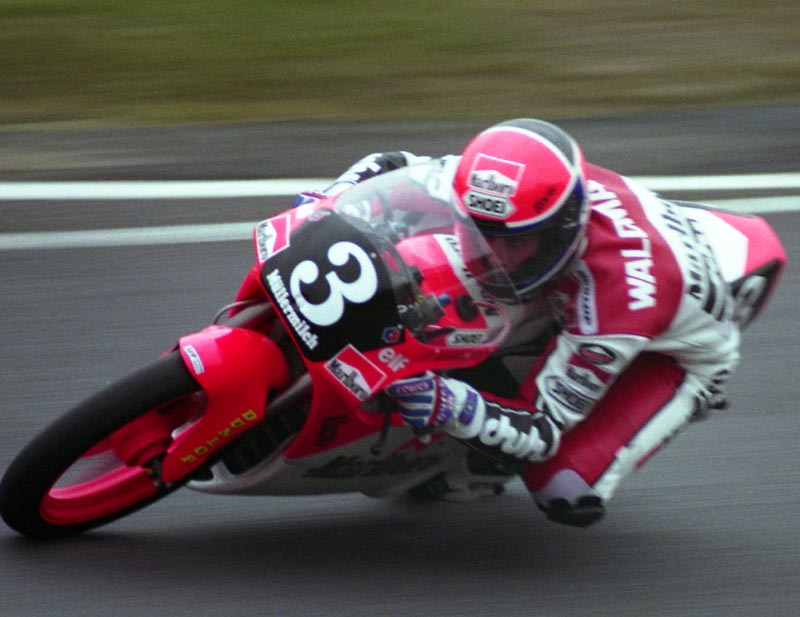
Ralf Waldmann, tercer classificat al mundial de 125cc

Alessandro Gramigni va guanyar el primer campionat de 125cc d'Aprilia en un campionat ajustat, tot i trencar-se la cama en un accident de carretera a mitjan temporada i perdre's un parell de rondes. L'antic doble campió de 125cc, Fausto Gresini, havia estat consistent durant tota la temporada amb la seva Marlboro Honda, però només va guanyar una cursa i acabà com a subcampió. Gresini tenia serioses opcions al títol però va tenir una caiguda crítica quan anava segon a la ronda francesa. Ralf Waldmann (Honda) va acabar tercer al campionat després d'haver liderat el campionat durant la major part de l'any, havent guanyat tres de les quatre primeres curses. Una baixada de ritme posterior va fer que acabés poques vegades al podi a la segona meitat de la temporada.
Ezio Gianola (Honda) va ser qui més curses de la categoria va guanyar, quatre, però diversos accidents i resultats fluixos el van fer acabar quart. Tot amb tot, aquest resultat va ser un canvi notable per a Gianola, que havia considerat retirar-se després d'una temporada decebedora el 1991. Bruno Casanova (Aprilia) també va tenir un 1992 molt millor que la temporada anterior, acabant cinquè al campionat. La seva única victòria va ser a la cursa més ajustada de la temporada, a Hockenheimring, on el circuit súper ràpid, en què el rebuf és important, va fer gaudir els espectadors d'una cursa de 125cc clàssica, amb el lideratge canviant de mans gairebé a cada volta. El prometedor Dirk Raudies va acabar bé la temporada amb una victòria a la penúltima ronda, al Brasil, i el veterà valencià Jorge Martínez "Aspar" va esdevenir el setè guanyador d'algun Gran Premi aquella la temporada en guanyar amb l'Honda la ronda final de la temporada, a Sud-àfrica.

## Campions del món
Pilots
| 125cc               | 250cc         | 500cc        |
| ------------------- | ------------- | ------------ |
| Alessandro Gramigni | Luca Cadalora | Wayne Rainey |

Constructors
| 125cc | 250cc | 500cc |
| ----- | ----- | ----- |
| Honda | Honda | Honda |

Sidecars
| Pilot / Passatger             | Constructor |
| ----------------------------- | ----------- |
| Rolf Biland / Kurt Waltisberg | Krauser     |

## Grans Premis

### Sistema de puntuació
El 1992 es va modificar el sistema de puntuació que es venia aplicant des del 1988, de manera que en comptes de puntuar els quinze primers classificats, ho feien només els deu primers. Aquest sistema només es va aplicar aquell any i, a partir del 1993, es va tornar a l'anterior, tot i que amb el barem de punts lleugerament modificat.
Barem de puntuació de 1992:
| Posició | 1  | 2  | 3  | 4  | 5 | 6 | 7 | 8 | 9 | 10 |
| Punts   | 20 | 15 | 12 | 10 | 8 | 6 | 4 | 3 | 2 | 1  |

### Calendari
| Cursa | Data          | Gran Premi                  | Circuit        |
| ----- | ------------- | --------------------------- | -------------- |
| 1     | 29 de març    | Gran Premi del Japó         | Suzuka         |
| 2     | 12 d'abril    | Gran Premi d'Austràlia      | Eastern Creek  |
| 3     | 19 d'abril    | Gran Premi de Malàisia      | Shah Alam      |
| 4     | 10 de maig    | Gran Premi d'Espanya        | Jerez          |
| 5     | 24 de maig    | Gran Premi d'Itàlia         | Mugello        |
| 6     | 31 de maig    | Gran Premi d'Europa         | Catalunya      |
| 7     | 14 de juny    | Gran Premi d'Alemanya       | Hockenheimring |
| 8     | 27 de juny    | Dutch TT                    | Assen          |
| 9     | 12 de juliol  | Gran Premi d'Hongria        | Hungaroring    |
| 10    | 19 de juliol  | Gran Premi de França        | Magny-Cours    |
| 11    | 2 d'agost     | Gran Premi de Gran Bretanya | Donington Park |
| 12    | 23 d'agost    | Gran Premi del Brasil       | Interlagos     |
| 13    | 6 de setembre | Gran Premi de Sud-àfrica    | Kyalami        |

### Guanyadors
| Cursa | Gran Premi                  | 125cc               | 250cc               | 500cc          | Resultats |
| ----- | --------------------------- | ------------------- | ------------------- | -------------- | --------- |
| 1     | Gran Premi del Japó         | Ralf Waldmann       | Luca Cadalora       | Mick Doohan    | Resultat  |
| 2     | Gran Premi d'Austràlia      | Ralf Waldmann       | Luca Cadalora       | Mick Doohan    | Resultat  |
| 3     | Gran Premi de Malàisia      | Alessandro Gramigni | Luca Cadalora       | Mick Doohan    | Resultat  |
| 4     | Gran Premi d'Espanya        | Ralf Waldmann       | Loris Reggiani      | Mick Doohan    | Resultat  |
| 5     | Gran Premi d'Itàlia         | Ezio Gianola        | Luca Cadalora       | Kevin Schwantz | Resultat  |
| 6     | Gran Premi d'Europa         | Ezio Gianola        | Luca Cadalora       | Wayne Rainey   | Resultat  |
| 7     | Gran Premi d'Alemanya       | Bruno Casanova      | Pierfrancesco Chili | Mick Doohan    | Resultat  |
| 8     | Dutch TT                    | Ezio Gianola        | Pierfrancesco Chili | Àlex Crivillé  | Resultat  |
| 9     | Gran Premi d'Hongria        | Alessandro Gramigni | Luca Cadalora       | Eddie Lawson   | Resultat  |
| 10    | Gran Premi de França        | Ezio Gianola        | Loris Reggiani      | Wayne Rainey   | Resultat  |
| 11    | Gran Premi de Gran Bretanya | Fausto Gresini      | Pierfrancesco Chili | Wayne Gardner  | Resultat  |
| 12    | Gran Premi del Brasil       | Dirk Raudies        | Luca Cadalora       | Wayne Rainey   | Resultat  |
| 13    | Gran Premi de Sud-àfrica    | Jorge Martínez      | Max Biaggi          | John Kocinski  | Resultat  |

## Galeria

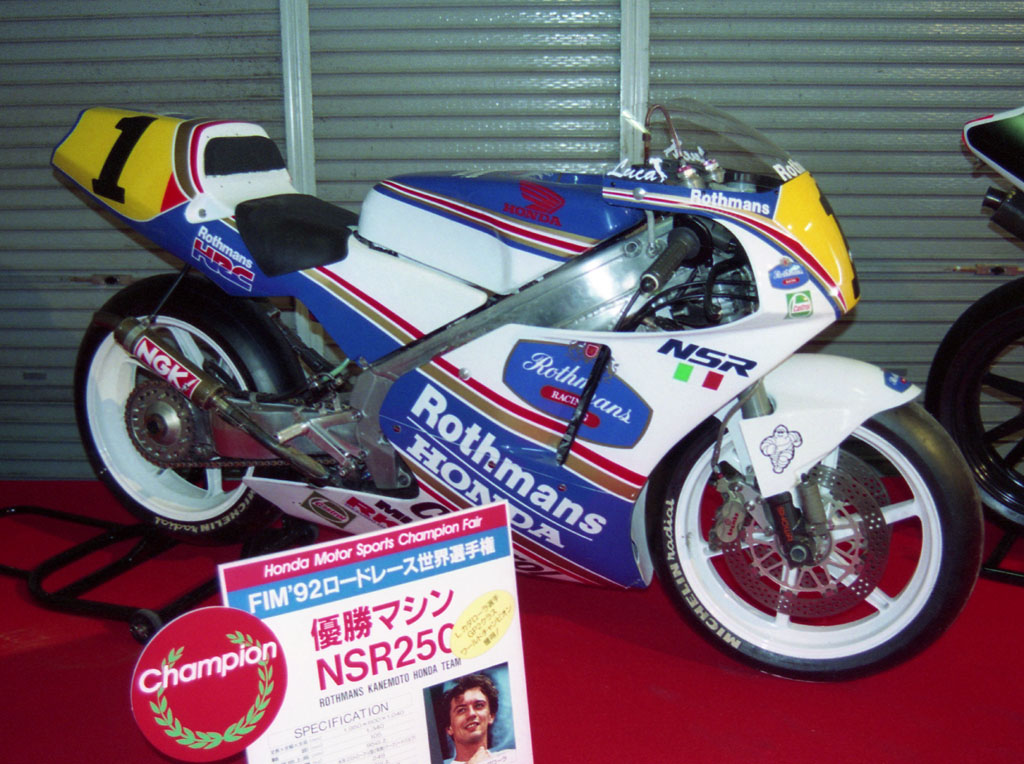
L'Honda NSR250 amb què Luca Cadalora fou campió de 250cc
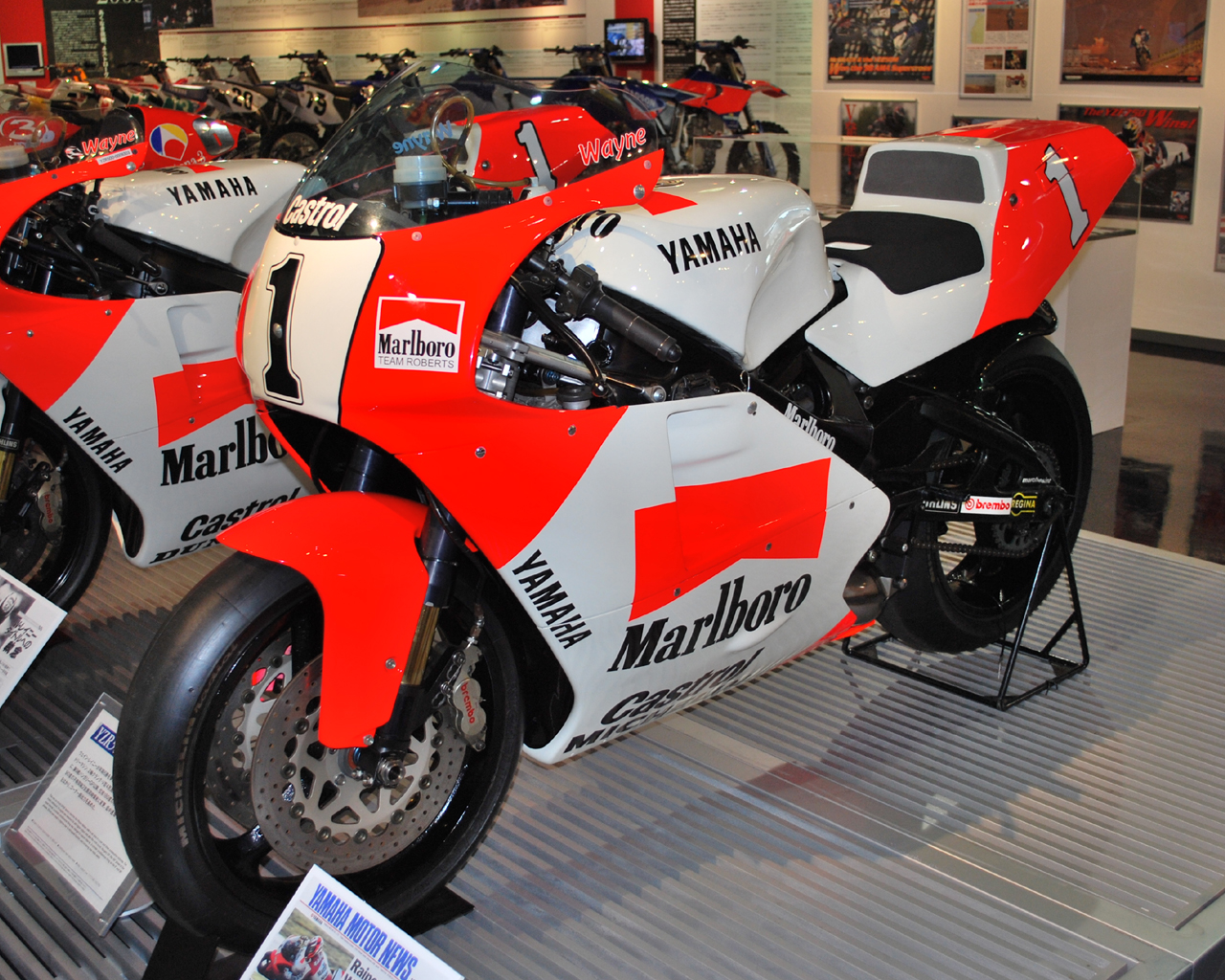
La Yamaha YZR500 amb què Wayne Rainey fou campió de 500cc
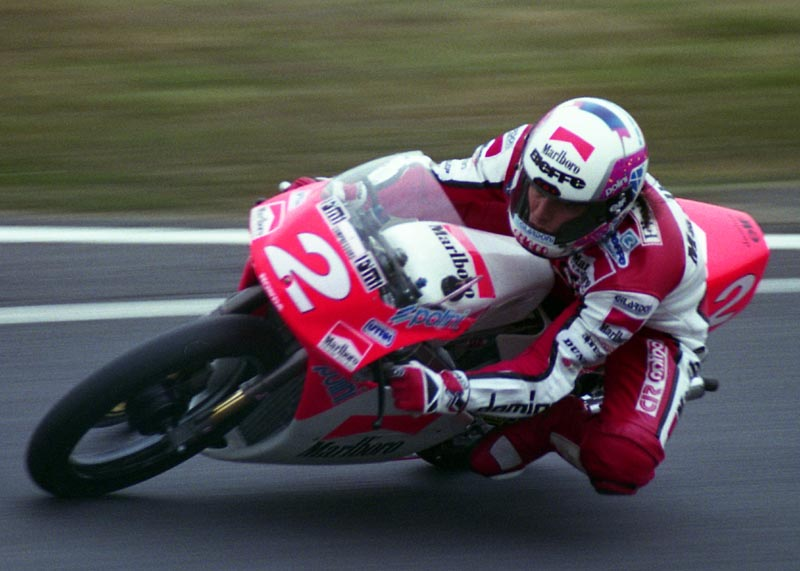
Fausto Gresini, subcampió de 125cc
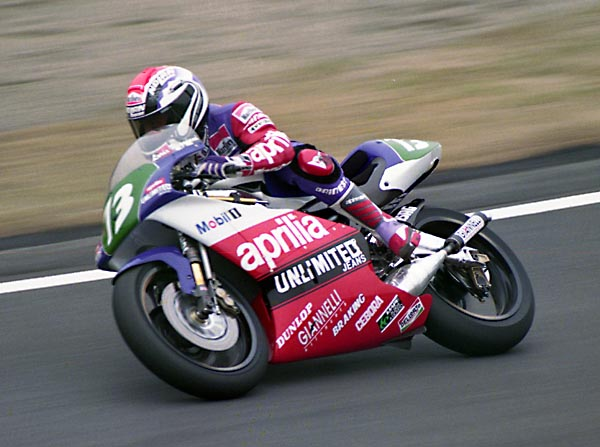
Loris Reggiani, subcampió de 250cc
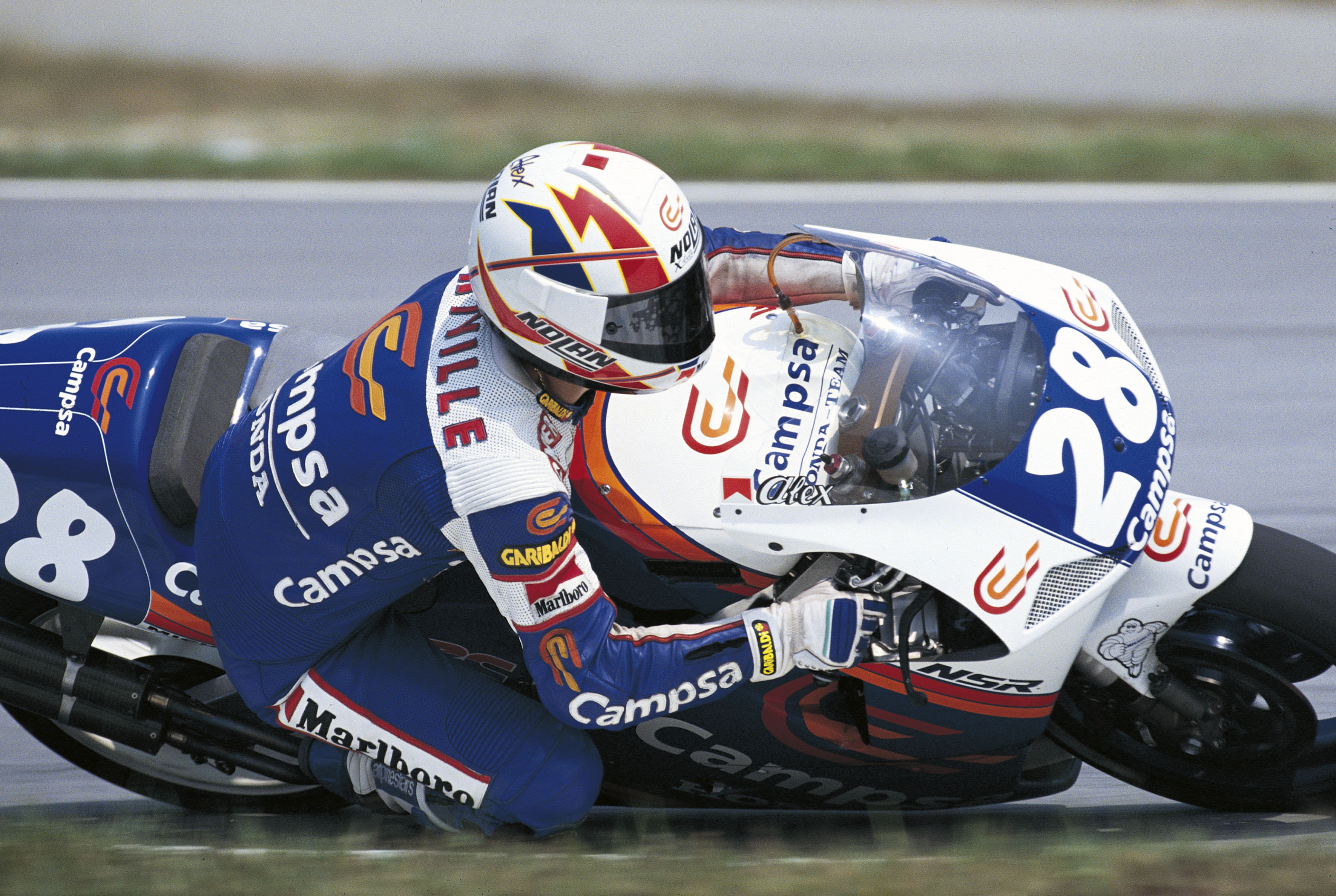
Àlex Crivillé va guanyar a Assen el seu primer GP de 500cc

## Classificació dels pilots

### 500 cc
(Llegenda) (En negreta - Pole; En cursiva - Volta ràpida)
| Pos | Pilot              | Moto                | JPN · | AUS · | MAL · | ESP · | ITA · | EUR · | GER · | NED · | HUN · | FRA · | GBR · | BRA · | RSA · | Pts |
| --- | ------------------ | ------------------- | ----- | ----- | ----- | ----- | ----- | ----- | ----- | ----- | ----- | ----- | ----- | ----- | ----- | --- |
| 1   | Wayne Rainey       | Yamaha              | Ret   | 2     | 2     | 2     | Ret   | 1     | Ret   |       | 5     | 1     | 2     | 1     | 3     | 140 |
| 2   | Mick Doohan        | Honda               | 1     | 1     | 1     | 1     | 2     | 2     | 1     | NVC   |       |       |       | 12    | 6     | 136 |
| 3   | John Kocinski      | Yamaha              | Ret   | NVC   |       | 5     | 3     | 5     | 5     | 2     | 7     | 3     | Ret   | 2     | 1     | 102 |
| 4   | Kevin Schwantz     | Suzuki              | 3     | 4     |       | 4     | 1     | 4     | 2     | Ret   | 4     | Ret   | Ret   | 7     | 5     | 99  |
| 5   | Doug Chandler      | Suzuki              | 2     | 5     | 5     | 10    | 4     | 3     | 8     | Ret   | 2     | Ret   | Ret   | 3     | 4     | 94  |
| 6   | Wayne Gardner      | Honda               | Ret   |       |       |       | NVC   |       | 3     | NVC   | 6     | 2     | 1     | 4     | 2     | 78  |
| 7   | Joan Garriga       | Yamaha              | 12    | 9     | 4     | 7     | 6     | 10    | 9     | 4     | 8     | 4     | 3     | Ret   | 10    | 61  |
| 8   | Àlex Crivillé      | Honda               | Ret   | 7     | 3     | Ret   | 8     | Ret   | 4     | 1     | DSQ   | Ret   | Ret   | 6     | 7     | 59  |
| 9   | Eddie Lawson       | Cagiva              | 14    | 6     | Ret   | 11    | 11    | 6     | 6     | Ret   | 1     | 5     | 4     | 11    | Ret   | 56  |
| 10  | Randy Mamola       | Yamaha              | 5     | 8     | 7     | 8     | 10    | 9     | NVC   | 5     | 3     | 8     | Ret   | 10    | Ret   | 45  |
| 11  | Niall Mackenzie    | Yamaha              | 7     | Ret   | Ret   | 3     | 9     | 7     | Ret   | 7     | 14    | 6     | Ret   | 9     | 8     | 37  |
| 12  | Miguel DuHamel     | Yamaha              | Ret   | 10    | Ret   | 9     | 7     | 8     | 11    | 6     | 11    | 7     | 7     | 5     | 9     | 34  |
| 13  | Alexandre Barros   | Cagiva              | 11    | 12    | Ret   | 12    | 5     | 11    | 7     | 3     | 9     | NVC   |       | 8     | Ret   | 29  |
| 14  | Daryl Beattie      | Honda               | Ret   | 3     | 6     |       |       |       |       |       |       |       |       |       |       | 18  |
| 15  | Peter Goddard      | ROC-Yamaha          | Ret   | 11    | 8     | 6     |       | 12    | 10    | NVC   |       |       | 5     | Ret   | Ret   | 18  |
| 16  | Shinichi Itoh      | Honda               | 4     |       |       |       |       |       |       |       |       |       |       |       |       | 10  |
| 17  | Keiji Ohishi       | Suzuki              | 6     |       |       |       |       |       |       |       |       |       |       |       |       | 6   |
| =   | Terry Rymer        | Harris-Yamaha       |       |       |       |       |       |       |       |       |       |       | 6     |       |       | 6   |
| 19  | Corrado Catalano   | ROC-Yamaha          | 16    | 14    | 9     | 20    | 12    | Ret   | Ret   | 8     | Ret   | Ret   | Ret   | Ret   | 12    | 5   |
| 20  | Eddie Laycock      | Yamaha / ROC-Yamaha | NQ    | Ret   | 10    | Ret   | 14    | 19    | 15    | 9     | 10    | Ret   | Ret   | 20    | 18    | 4   |
| 21  | Michael Rudroff    | Harris-Yamaha       | 15    | 18    | 14    | 16    | 16    | 18    | 14    | 11    | 16    | 14    | 8     | 15    | 19    | 3   |
| 22  | Toshihiko Honma    | Yamaha              | 8     |       |       |       |       |       |       |       |       |       |       |       |       | 3   |
| 23  | Dominique Sarron   | ROC-Yamaha          | NQ    | 15    | NVC   | 15    | 17    | 17    | 13    | Ret   | 15    | Ret   | 9     | 13    | 17    | 2   |
| 24  | Jamie Whitham      | Harris-Yamaha       |       |       |       |       |       |       |       |       |       | 9     | Ret   |       |       | 2   |
| 25  | Norihiko Fujiwara  | Yamaha              | 9     |       |       |       |       |       |       |       |       |       |       |       |       | 2   |
| 26  | Toshiyuki Arakaki  | ROC-Yamaha          | NQ    | 16    | 13    | 18    | 15    | 14    | Ret   | 13    | Ret   | 10    | 10    | 14    | 11    | 2   |
| 27  | Kevin Mitchell     | Harris-Yamaha       | NQ    | 20    | 11    | 14    | Ret   | 16    | 16    | 10    | Ret   | Ret   | Ret   | 16    | Ret   | 1   |
| 28  | Satoshi Tsujimoto  | Honda               | 10    |       |       |       |       |       |       |       |       |       |       |       |       | 1   |
| 29  | Serge David        | ROC-Yamaha          | NQ    | 19    | 15    | 21    | Ret   | 20    | Ret   | 16    | 20    | 12    | 11    | 18    | 20    | 0   |
| 30  | Andrew Stroud      | ROC-Yamaha          |       |       |       |       |       |       |       |       | 12    | 11    |       |       |       | 0   |
| 31  | Cees Doorakkers    | Harris-Yamaha       | NQ    | 17    | 12    | 17    | 19    | Ret   | 19    | 12    | 17    | 13    | 15    | 22    | Ret   | 0   |
| 32  | Xoan López         | ROC-Yamaha          |       |       |       | 19    | 18    | 15    | 12    | NVC   |       |       |       | NVC   | 13    | 0   |
| 33  | Bruno Bonhuil      | ROC-Yamaha          |       |       |       |       |       |       |       |       |       |       | 12    |       |       | 0   |
| 34  | Thierry Crine      | ROC-Yamaha          | NQ    | 13    | Ret   | 13    | 13    | 13    | Ret   | 15    | 13    | NVC   |       |       |       | 0   |
| 35  | Niggi Schmassman   | ROC-Yamaha          | NQ    | 22    | 16    | 22    | 21    | 21    | 18    | 17    | Ret   | 15    | 13    | 19    | 21    | 0   |
| 36  | Kenichiro Iwahashi | Honda               | 13    |       |       |       |       |       |       |       |       |       |       |       |       | 0   |
| 37  | Peter Graves       | Harris-Yamaha       | NQ    | Ret   | Ret   | Ret   | 22    | Ret   | 21    | 19    | 18    | 16    | 14    | 23    | 22    | 0   |
| 38  | Simon Buckmaster   | Harris-Yamaha       | NQ    | 21    | Ret   | Ret   | 20    | Ret   | 17    | 14    | NVC   |       |       | Ret   | Ret   | 0   |
| 39  | Russell Wood       | Harris-Yamaha       |       |       |       |       |       |       |       |       |       |       |       |       | 14    | 0   |
| 40  | Mike Wilson        | Harris-Yamaha       |       |       |       |       |       |       |       |       |       |       |       |       | 15    | 0   |
| 41  | Marco Papa         | Librenti / Cagiva   | NQ    | Ret   | Ret   | 24    | Ret   | 22    | Ret   | 18    |       | 18    | 16    | 17    | 16    | 0   |
| 42  | Josef Doppler      | ROC-Yamaha          | NQ    | Ret   | Ret   | 23    | Ret   | 24    | 20    | 21    | 21    | 17    | Ret   | Ret   | 24    | 0   |
| 43  | Andreas Leuthe     | VRP / Harris-Yamaha | NQ    |       |       | Ret   | NQ    | NQ    | NQ    | Ret   | 19    | NQ    | Ret   | 21    | 23    | 0   |
| 44  | Lucio Pedercini    | Paton               | NQ    | Ret   |       | Ret   | Ret   | 23    | 22    | 20    | Ret   |       | Ret   | Ret   |       | 0   |
| -   | Claude Arciero     | ROC-Yamaha          |       |       |       |       | Ret   | NQ    | Ret   | Ret   | Ret   | Ret   | Ret   |       |       | 0   |
| -   | Carl Fogarty       | Harris-Yamaha       |       |       |       |       |       |       |       |       |       |       | Ret   |       |       | 0   |
| -   | Bernard Garcia     | Yamaha              |       |       |       |       |       |       |       |       |       | NVC   |       |       |       | 0   |
| -   | Larry Moreno       | Yamaha              |       |       |       |       | NQ    | NQ    |       |       | NQ    | NQ    |       |       |       | 0   |
| Pos | Pilot              | Moto                | JPN · | AUS · | MAL · | ESP · | ITA · | EUR · | GER · | NED · | HUN · | FRA · | GBR · | BRA · | RSA · | Pts |

### 250 cc
| Posició | Pilot               | Número | Equip                   | Moto      | Punts | Victòries |
| ------- | ------------------- | ------ | ----------------------- | --------- | ----- | --------- |
| 1       | Luca Cadalora       | 1      | Rothmans-Honda          | NSR250    | 203   | 7         |
| 2       | Loris Reggiani      | 13     | Unlimited Jeans-Aprilia | RSV250    | 159   | 2         |
| 3       | Pierfrancesco Chili | 7      | Telkor Valesi-Aprilia   | RSV250    | 119   | 3         |
| 4       | Helmut Bradl        | 2      | HB-Honda Germany        | NSR250    | 89    | 0         |
| 5       | Max Biaggi          | 29     | Telkor Valesi-Aprilia   | RSV250    | 78    | 1         |
| 6       | Albert Puig         | 16     | Ducados-Aprilia         | RSV250    | 71    | 0         |
| 7       | Jochen Schmid       | 8      | Mitsui-Yamaha           | YZR250    | 58    | 0         |
| 8       | Carles Cardús       | 3      | Repsol-Honda            | NSR250    | 48    | 0         |
| 9       | Masahiro Shimizu    | 5      | Hero Sports-Honda       | NSR250    | 46    | 0         |
| 10      | Doriano Romboni     | 15     | HB-Honda Italy          | NSR250    | 43    | 0         |
| 11      | Wilco Zeelenberg    | 4      | Lucky Strike Suzuki 250 |           | 38    | 0         |
| 12      | Loris Capirossi     | 6      | Marlboro Team Pileri    | NSR250    | 27    | 0         |
| 13      | Tadayuki Okada      | 51     | Team HRC                | TSR-Honda | 15    | 0         |
| 14      | Nobuatsu Aoki       | 53     | Cup Noodle Honda        | NSR250    | 12    | 0         |
| 15      | Herri Torrontegui   | 28     | Lucky Strike Suzuki 250 |           | 11    | 0         |
| 16      | Andy Preining       | 11     | Team Preining-Aprilia   | RSV250    | 6     | 0         |

### 125 cc
| Posició | Pilot                   | Número | Moto    | Punts | Victòries |
| ------- | ----------------------- | ------ | ------- | ----- | --------- |
| 1       | Alessandro Gramigni     | 7      | Aprilia | 134   | 2         |
| 2       | Fausto Gresini          | 2      | Honda   | 118   | 1         |
| 3       | Ralf Waldmann           | 3      | Honda   | 112   | 3         |
| 4       | Ezio Gianola            | 16     | Honda   | 105   | 4         |
| 5       | Bruno Casanova          | 15     | Aprilia | 96    | 1         |
| 6       | Dirk Raudies            | 8      | Honda   | 91    | 1         |
| 7       | Jorge Martínez, "Aspar" | 6      | Honda   | 83    | 1         |
| 8       | Gabriele Debbia         | 4      | Honda   | 58    | 0         |
| 9       | Noboru Ueda             | 5      | Honda   | 57    | 0         |
| 10      | Nobuyuki Wakai          | 10     | Honda   | 52    | 0         |
|         |                         |        |         |       |           |
| 12      | Carles Giró             |        | Aprilia | 39    | 0         |